# كزبرة فيتنامية
الكزبرة الڤيتنامية Vietnamese coriander هي عشب كثيراً ما يستخدم في الطهى في جنوب شرق آسيا، تشبه في مظهر أوراقها ورائحتها النعناع.

## وصلات خارجية
- Vietnamese Coriander (Polygonum odoratum Lour.) page from Gernot Katzer's Spice Pages
- Kesom Oil – a New Essential Oil for the International Flavour and Fragrance Industry in First Australian New Crops Conference 1996 – Volume 2